# Mezenyi Pizsma
A Mezenyi Pizsma (oroszul: Мезенская Пижма) folyó Oroszország európai részén, az Arhangelszki területen; a Mezeny jobb oldali mellékfolyója.

## Földrajz
Hossza: 236 km, vízgyűjtő területe: 3830 km², évi közepes vízhozama (a torkolattól 61 km-re): 41,9  m³/sec.
Az Arhangelszki terület északkeleti határvidékének folyója. A szomszédos Komiföld határán, a Tyiman-hátságon ered és kelet felől ömlik a Mezenybe, 390 km-re annak torkolatától. Árvize tavasszal, május-júniusban van, és az őszi esők idején is megárad. 